# Нада Гачешић Ливаковић
Нада Гачешић Ливаковић (Пожега, 8. октобар 1951) хрватска је позоришна, телевизијска и филмска глумица.

## Биографија
Нада Гачевић је рођена у Пожеги, а дипломирала је на Академији драмских умјетности Свеучилишта у Загребу. Играла је у многим позоришним представама, драмским серијама и филмовима, од којих је најзапаженија била у серији Капелски кресови за што је примила и неколико награда. У новије вријеме играла је у хрватским сапуницама Вила Марија и Љубав у залеђу, а улоге ју често приказују као несрећну жену која има велике животне тајне. У серији Луда кућа појављује се у комичној улози сусједе Божене.
Чланица је Хрватског друштва филмских дјелатника, Хрватског друштва драмских умјетника, Хрватске заједнице самосталних умјетника и Вијећа Хрватске радио-телевизије. Због личних заслуга и рад у културном подручју Хрватске одликована је Редом Данице хрватске с ликом Марка Марулића.

## Филмографија

### Телевизијске улоге
- Рат прије рата као Анкица Туђман (2018)
- Новине као Јагода Митровић (2016)
- Немој никоме рећи као Инга (2015)
- Куд пукло да пукло као Бисерка Бабурић (2014—2015)
- Тајне као Анкица Ђуринец (2013—2014)
- Почивали у миру као затворска чуварица (2013)
- Лоза као Јадранка (2011—2012)
- Луда кућа као Божена Мужић-Володер (2005—2010)
- Љубав у залеђу као Марија Марушић (2005—2006)
- Битанге и принцезе као госпођа Гробник (2005)
- Вила Марија као Дуња Понграц/Катарина Билобрк (2004—2005)
- Ново доба као Милка Чулар (2002)
- Наша кућица, наша слободица (1999)
- Ђука Беговић као Јела (1991)
- Смоговци као Лорина мама (1986)
- Лажеш, Мелита као професорка математике (1984)
- Непокорени град (1982)
- Свјетионик (1979)
- У регистратури (1974)
- Капелски кресови као Ина (1974)

### Филмске улоге
- Кино Лика као стрина (2008)
- Крадљивац успомена (2007)
- Загорка као дадиља Марта (2007)
- Црвено и црно као Лишчева жена (2006)
- Либертас као опатица (2006)
- Дух у мочвари као Липтусова мајка (2006)
- Што је мушкарац без бркова као Ружа (2005)
- Два играча с клупе као Антина мама (2005)
- Пушћа Бистра као бака (2005)
- Случајна супутница (2004)
- 100 минута Славе као Олга Рашкај (2004)
- Радио и ја (2004)
- Испод црте као Зора (2003)
- Инфекција као шминкерица (2003)
- Коњаник као просјакиња (2003)
- Серафин, свјетионичарев син као Серафинова мајка (2002)
- Краљица ноћи као продавачица Резика (2001)
- Полицијске приче (2001)
- Трансатлантиц (1998)
- Божић у Бечу као благајница (1997)
- Наусикаја као Марија Шлајнер (1994)
- Вријеме за... као Марија (1993)
- Ђука Беговић као Јела (1991)
- Папа мора умријети као новинарка (1991)
- Чаруга као слушкиња (1991)
- Вирџина (1991)
- Прича из Хрватске (1991)
- Најбољи као Фатима (1989)
- Жанирци долазе (1988)
- Обећана земља (1986)
- Немир (1982)
- Високи напон као спикерка на творничком разгласу (1981)
- Човјек кога треба убити као епилептичарка (1979)
- Паклени оток (1979)
- Око као Марица (1978)
- Браво маестро (1978)